# 1481

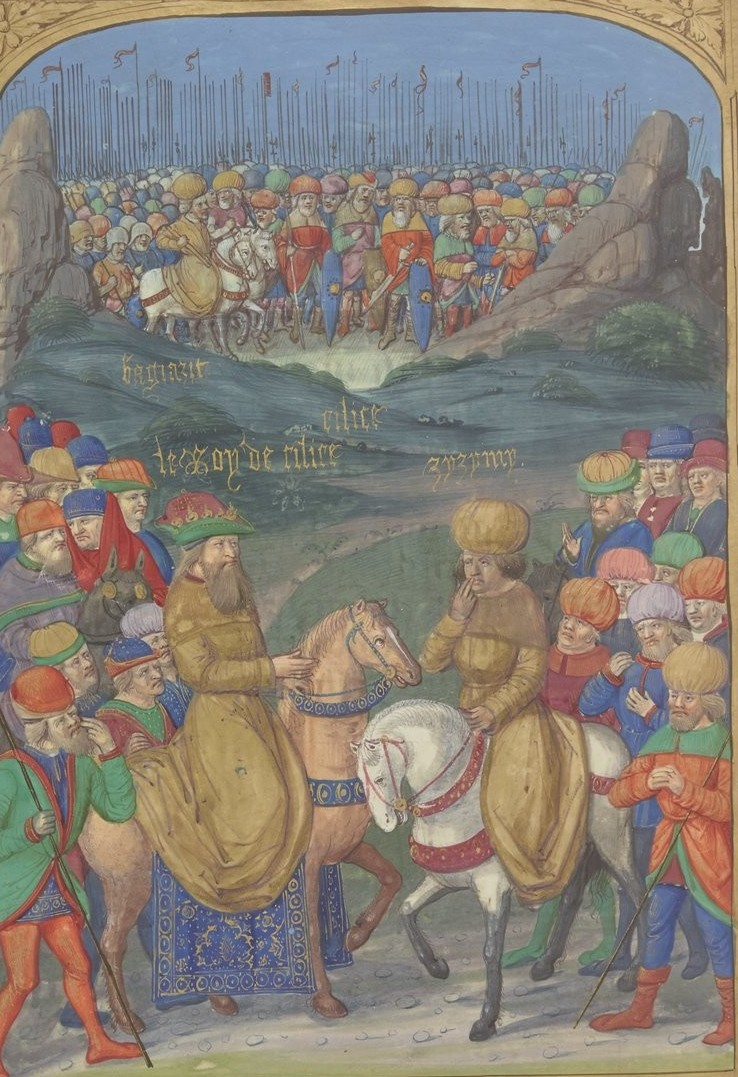
Cem vlucht voor Bayezid II naar het Taurusgebergte

Het jaar 1481 is het 81e jaar in de 15e eeuw volgens de christelijke jaartelling.

## Gebeurtenissen
januari
- 20 - Inname van Leiden door de Hoeken. (zie: Beleg van Leiden (1481))

februari
- 6 - Eerste Spaanse autodafe, in Sevilla.

maart
- 30-14 april - Beleg van Leiden: Joost van Lalaing belegert het eerder door Hoekse opstandelingen veroverde Leiden en neemt het in. De stad wordt zwaar gestraft.

april
- 6 - Inname van Dordrecht: Een groep Kabeljauwen wordt op een schip de stad Dordrecht binnengesmokkeld en neemt de stad in.
- 20 - Goede Vrijdag Stadsbrand van Hoorn: Een groot deel van de stad Hoorn, vooral in het westen, gaat in vlammen op.

mei
- 1 - Beleg van Otranto dat het voorgaande jaar door de Ottomanen is ingenomen. (zie: Ottomaanse aanval op Otranto)
- 3 - Het plotselinge overlijden van sultan Mehmet II leidt tot een opvolgingsstrijd tussen zijn zonen Cem en Bayezid. Grootvizier Karamani Mehmet Paşa roept aanvankelijk Cem uit tot sultan.
- 21 - Bayezid wordt officieel tot sultan verklaard.

juni
- 21 - In de bul Aeterni regis bevestigt paus Sixtus IV het Verdrag van Alcáçovas: De Canarische Eilanden komen toe aan Castilië, Portugal krijgt de rechten op de verdere christelijke expansie langs de Afrikaanse kust.

juli
- juli - Het Kwartier van Zutphen van hertogdom Gelre geeft zich over aan Maximiliaan van Oostenrijk in de Gelderse Onafhankelijkheidsoorlog. Adolf III van Nassau-Wiesbaden wordt benoemd tot keizerlijk stadhouder van het graafschap Zutphen.

september
- 10 - De Ottomanen trekken zich na onderhandelingen terug uit Otranto.
- 22 of 23 - Slag bij Scherpenzeel: De Hoeken uit Amersfoort verslaan Jean van Salazar, een veldheer in dienst van bisschop David van Bourgondië.

oktober
- 13 - Slag bij Vreeswijk: De Utrechtse Hoeken onder Jan III van Montfoort verslaan de Bourgondiërs onder Joost van Lalaing.
- 20 - De Gentse baljuw Jan van Veerdeghem wordt vermoord.

december
- 21 - Inname van Eemnes: Joost van Lalaing neemt de door Hoeken geregeerde stad Eemnes in.
- 22 - Fribourg en Solothurn sluiten zich aan bij het Zwitsers Eedgenootschap.
- 24 - Engelbrecht van Kleef wordt door de stad Utrecht erkend als ruwaard en wereldlijk heerser over het Sticht Utrecht.
- 26 - Slag bij Westbroek: Bisschop David van Bourgondië verslaat de burgers van Utrecht.

zonder datum
- Venlo wordt toegelaten tot de Hanze.
- Tomás de Torquemada wordt benoemd tot grootinquisiteur van Spanje.
- De lijkwade van Turijn komt terug in de kapel van Lodewijk van Savoye, waar de lijkwade in een kist wordt opgeborgen die afgedekt wordt met vuurrood fluweel, zilveren spijkers en een gouden sleutel.
- De Moskee van de Profeet wordt door brand verwoest.
- oudst bekende vermelding: Resterhafe

## Kunst

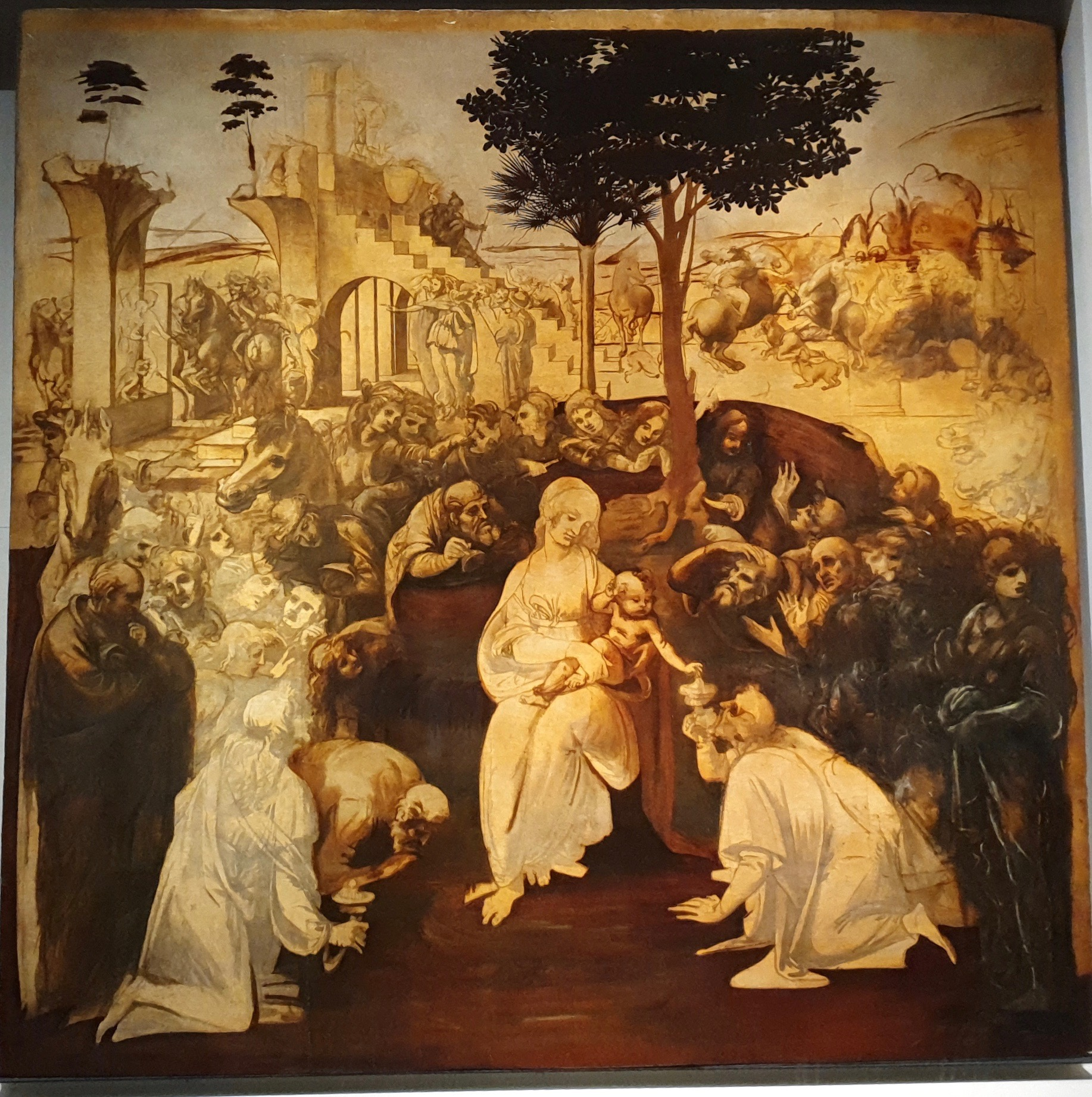
Leonardo da Vinci: Aanbidding door de Wijzen
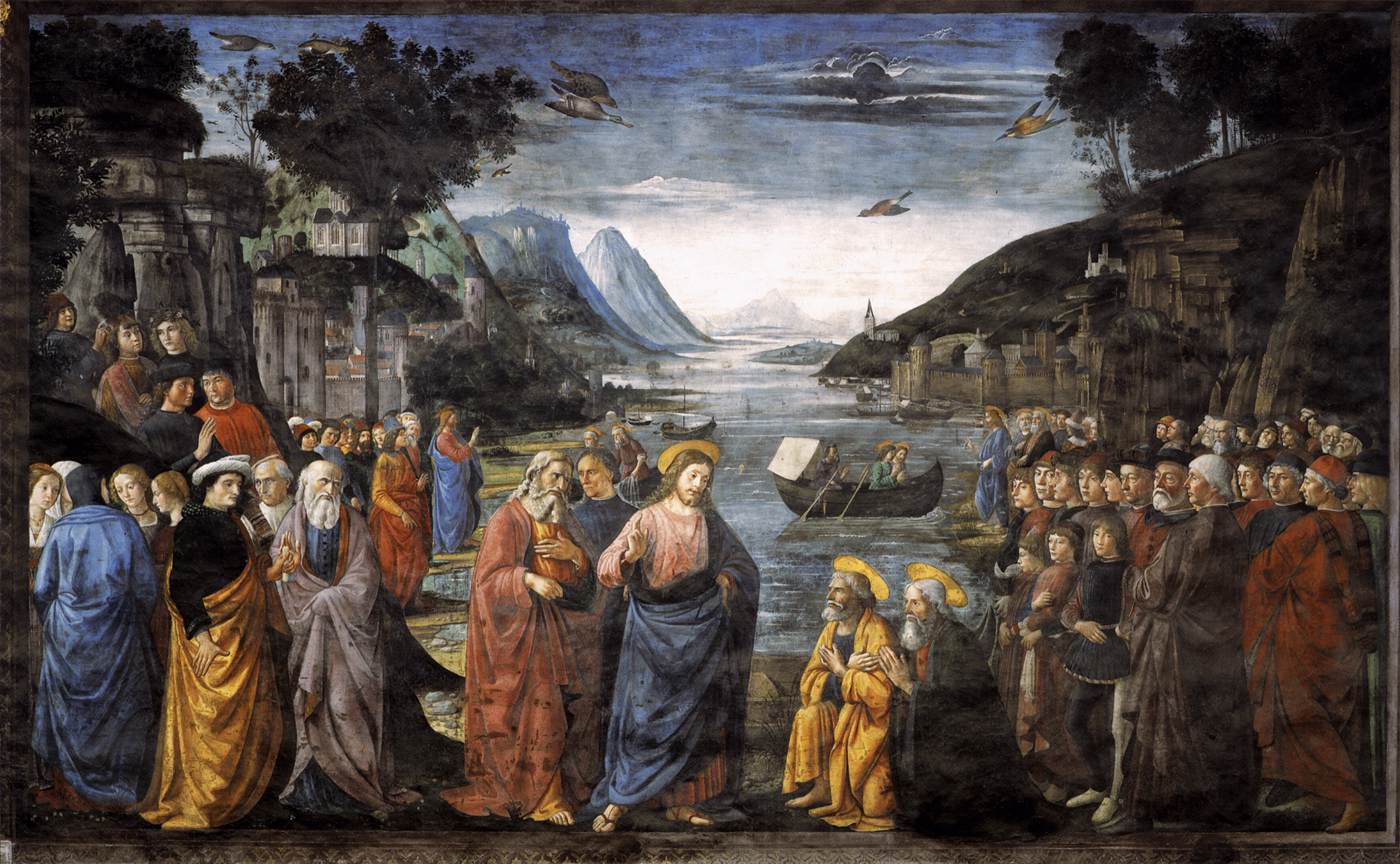
Domenico Ghirlandaio: De Roeping der Apostelen (Sixtijnse Kapel)
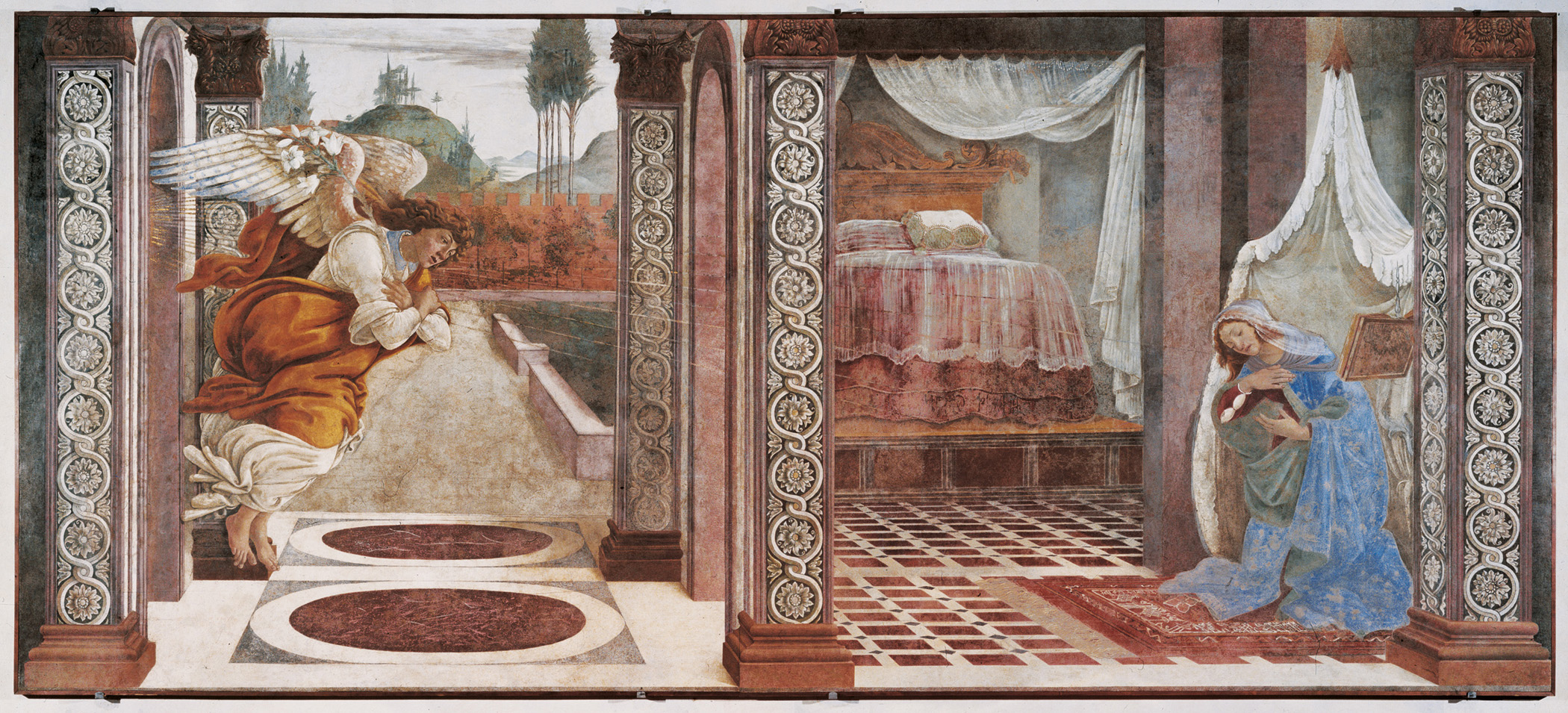
Sandro Botticelli: De Aankondiging aan Maria
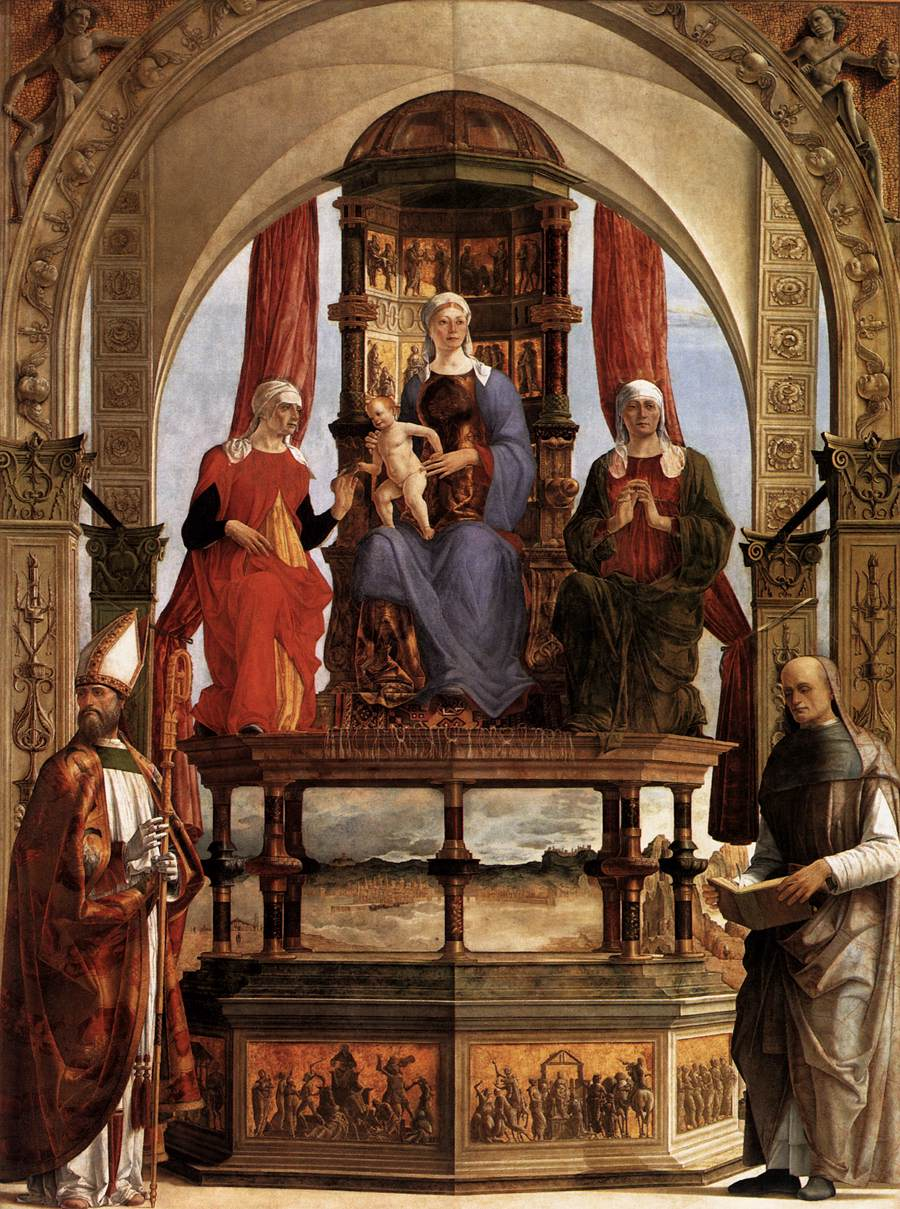
Ercole de' Roberti: Retabel van Santa Maria in Porto

## Opvolging
- Anjou, Maine en Provence - na de dood van Karel V van Maine bij het Franse kroondomein
- Azteken - Axayacatl opgevolgd door zijn broer Tizoc
- patriarch van Constantinopel - Maximus III Manasses opgevolgd door Symeon I van Trebizond
- Denemarken - Christiaan I opgevolgd door zijn zoon Johan
- Dominicanen (magister-generaal) - Salvo Cassetta als opvolger van Leonardo Mansueti
- Guise - Karel V van Maine opgevolgd door zijn neef Lodewijk van Armagnac-Nemours
- Kleef - Johan I opgevolgd door zijn zoon Johan II
- Périgord - Francisca van Châtillon opgevolgd door haar zoon Johan van Albret
- Portugal - Alfons V opgevolgd door zijn zoon Johan II
- Sleeswijk - Christiaan I van Denemarken opgevolgd door zijn zoon Frederik I

## Afbeeldingen

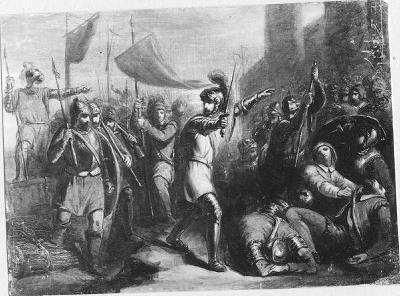
Jan III van Egmond leidt de inname van Dordrecht

## Geboren
- 15 januari - Ashikaga Yoshizumi, shogun van Japan (1494-1508)
- 2 maart - Franz von Sickingen, Duits ridder
- 7 maart - Baldassare Peruzzi, Italiaans architect
- 14 mei - Ruprecht van de Palts, Duits edelman
- 1 juli - Christiaan II, koning van Denemarken en Noorwegen (1513-1523) en Zweden (1520-1521)
- 20 november - Wilhelm van Roggendorf, Oostenrijks legerleider
- 27 december - Casimir van Brandenburg-Kulmbach, Duits edelman
- Hiëronymus Emiliani, Italiaans kloosterstichter
- Anna van Eppstein-Königstein, Duits edelvrouw
- Mateu Fletxa, Spaans componist
- Margaretha van Glymes, Nederlands edelvrouw
- Richard Grey, Engels edelman
- Benvenuto Tisi, Italiaans schilder
- Gioffre Borgia, Italiaans edelman (jaartal bij benadering)

## Overleden
- 24 februari - Chiara Gonzaga, Italiaans edelvrouw
- 3 mei - Mehmet II (49), Ottomaans sultan (1444-1446, 1451-1481)
- 21 mei - Christiaan I (55), koning van Denemarken (1448-1481), Noorwegen (1450-1481) en Zweden (1457-1464)
- 28 augustus - Alfons V (49), koning van Portugal (1438-1481)
- 5 september - Johan I (62), hertog van Kleef
- 7 oktober - Jan III van Dadizele (49), Vlaams ridder
- 20 oktober - Jan van Veerdeghem (49), Vlaams staatsman
- oktober - Sano di Pietro (75), Italiaans schilder
- 7 november - Barbara van Brandenburg-Kulmbach (59), markgravin van Mantua
- november - Anne de Mowbray (8), Engels edelvrouw
- 10 december - Karel V van Maine (~35), Frans edelman
- Axayacatl, heerser der Azteken (1469-1481)
- Afonso Gonçalves Baldaia, Portugees ontdekkingsreiziger
- Willem van Berchen, Gelders geschiedschrijver
- Amalia van Brandenburg (~20), Duits edelvrouw
- Francisca van Châtillon (~29), Frans edelvrouw
- Lekë Dukagjini (~71), Albanees staatsman
- Gö Lotsawa (~89), Tibetaans historicus
- Johan IV van Merode, Zuid-Nederlands edelman
- Willem van Palts-Simmern (~13), Duits geestelijke

- Jean Japart - Nederlandse polyfonist uit de renaissance, werkzaam in Italië